# 볼렌
볼렌(Wohlen)은 스위스 아르가우주에 위치한 도시이다.

## 역사
볼렌에서 가장 오래된 것으로 알려진 정착지는 할슈타트 시대 후기 (기원전 600-500년)로 거슬러 올라간다. 이 정착지는 호흐뷜과 해슬러하우에 두 개의 고분군을 남겼다. 1925년 ~ 1930년에 무덤이 발견되고 발굴되었지만 정착지의 위치는 아직 알려지지 않았다. 로마 시대에 오버도르프와 브뤼니샬데에 두 개의 큰 영지가 세워졌다. 두 곳 모두 AD 50년경부터 시작되었으며, 여러 분야를 지원했다. 수확한 곡물은 아마도 빈도니사 군사 진영에서 로마 군대를 유지하기 위한 것이었을 것이다. 남은 유적은 해슬러하우의 일부 기초뿐만 아니라 석조, 타일, 모자이크 조각 및 동전 뿐이다.
5세기에 알레만니족이 이 지역으로 이주하는 동안 그들은 차펠레, 슈테인가세, 키르헤에 있는 뷘츠의 오른쪽과 빌의 뷘츠의 왼쪽 제방뿐만 아니라 상부 메인 스트리트를 따라 자신들의 정착지를 건설했다. 지역 갈리아족 인구는 게르만족계 알레만니족과 천천히 병합되었다. 게르만 부족의 이주와 함께 지명은 볼렌이 되었다. 이 이름은 1178/79년에 Vuolon /Volen으로 처음 언급되었으며 고대 독일어 Walh로 거슬러 올라간다. 따라서 알레만니족 이름은 Vuolon / Volen은 초기 거주자를 지칭했다.
두 집단이 느리게 통합된 이유 중 하나는 교회 중심이 없었기 때문이다. 볼렌은 교구 교회가 없었지만 니더빌, 괴스리콘 및 필머겐의 세 교구로 나누어졌다. 1100년 직후, 볼렌의 영주의 선조가 마을에 작은 교회를 기증했다. 이 교회는 1518년까지 봉사했지만, 전체 인구를 포함하지는 않았다. 볼렌의 영주(1185-1425)는 마을에서 가장 큰 지주이자, 농민에서 합스부르크가로 도약한 유일한 지역 가문이었다. 일반 인구 중에도 더 많은 밭, 초원, 가축이 있는 ‘부자’와 이웃의 밭에서 일하는 가난한 사람들이 있었다.
1350년 흑사병의 여파로 주변 지역의 피난민들이 볼렌의 흑사병으로 비운 농가에 정착하여 마을의 분리된 인구가 멸종되었다. 1500년 이후 인구는 다시 증가하기 시작했다. 가구 수는 48명에서 60명(1540-1570)으로, 즉 약 240명에서 300명으로 증가했다. 1635년부터 교회 기록이 있어 인구를 알 수 있다. 이 기록은 1635/36년 가을과 겨울에 마지막 큰 전염병이 도시를 강타하여 인구의 약 4분의 1이 사망했을 때 시작된다. 인구는 약 1800년까지 천천히 증가했다. 지역 경제가 급속한 성장을 뒷받침할 수 없었기 때문이다. 그러나 1800년에 볼렌은 브렘가르텐보다 인구가 더 많았다. 또는 필머겐(1397명의 주민 대 브렘가르텐 599; 필머겐 888). 1800년 이후에 새로운 소득 기회가 생기면서 볼렌은 인구를 꾸준히 증가시켰다. 1800년에서 1890년까지는 87%, 1890년에서 1950년까지는 154%, 1950년에서 2004년까지는 109% 증가했다.
1830년에 주 헌법을 개혁하기 위한 회의가 있었던 곳이다. 정부를 개혁하기 위해 무력을 사용할 것인지 외교를 사용할 것인지에 대한 의견 불일치가 있은 후, 요한 하인리히 피셔는 반군 민병대를 소집하기 위해 볼렌을 떠나 메렌슈반트로 향했다. 이틀 후, 민병대는 볼렌 근처에 집결하여 아라우로 진군했다. 해방군 폭풍(Freiämtersturm)으로 알려진 아라우의 무혈 침략 이후, 정부는 반군의 모든 요구에 동의했다.

## 지리
볼렌의 면적은 2006년 기준으로 12.5k㎡이다. 이 면적 중 39.5%는 농업용으로 사용되며 27.9%는 산림이다. 나머지 토지 중 32.1%는 정착지(건물 또는 도로)이고 나머지(0.6%)는 불모지(강 또는 호수)이다.

## 인구통계
볼렌의 인구(2020년 12월 31일 기준)는 16,881명이다. 2008년 기준으로 전체 인구의 33.3%가 외국인이다. 1997년부터 2007년까지 지난 10년 동안 인구는 9.4%의 비율로 변화했다. 2000년을 기준으로 인구 대부분인 79.8%가 독일어를 사용하며, 이탈리아어가 두 번째로 많이 사용(8.1%)하고, 알바니아어가 세 번째(3.1%)이다.
2008년 기준 볼렌의 연령 분포는 다음과 같다. 1,424명(인구의 10.0%)이 0~9세이고 1,802명(12.7%)이 10~19세이다. 성인 인구 중 1,870명(인구의 13.2%(20~29세))이 있다. 1,742명 또는 12.3%는 30세에서 39세 사이, 2,380명 또는 16.8%는 40세에서 49세 사이, 1,857명 또는 13.1%가 50세에서 59세 사이이다. 노인 인구 분포는 1,521명 또는 인구의 10.76%가 사이 69세는 1045명(70~79세)이 7.4%, 80~89세가 482명(3.4%), 90세 이상이 77명(0.5%)이다.
2000년 기준으로 1인 또는 2인 가구는 662가구, 3인 또는 4인 가구는 2,822가구, 5인 이상 가구는 1,849가구이다. 가구당 평균 인구는 2.36명이다. 2008년에는 총 6,381가구 및 아파트 중 2,080가구(전체의 32.6%)가 있었다. 공실률 1.8%에 총 114채의 공실이 있었다. 2007년 기준 신규주택 건설률은 인구 1,000명당 5.2세대이다.
2007년 연방 선거에서 가장 인기 있는 정당은 37.9%의 득표율을 기록한 SVP였다. 다음으로 가장 인기 있는 세 정당은 SP (16.9%), CVP (16.8%), FDP (12.4%)였다.

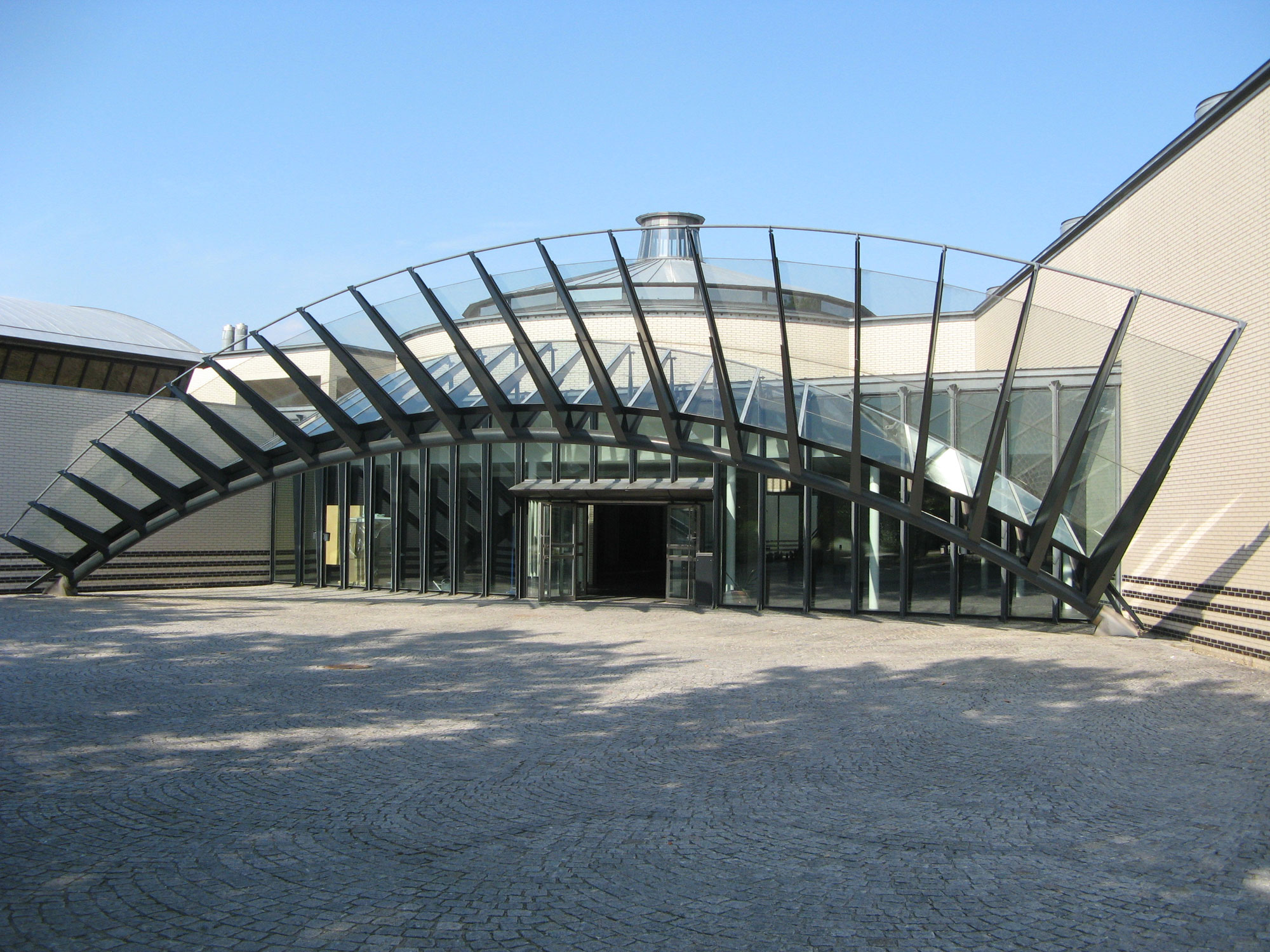
볼렌의 주립학교

볼렌에서는 인구의 약 59.5%(25-64세)가 비필수 고등교육 또는 추가 고등교육(대학 또는 응용학문대학)을 완료했다.  학령인구(2008/2009학년도 기준 ) 중 초등학교에 다니는 학생은 1,116명, 중학교에 다니는 학생은 531명, 고등교육 또는 대학에 다니는 학생은 413명이며, 방과 후 지자체에서 일자리를 찾고 있는 학생은 30명이었다.
역사적 인구는 다음 표에 나와 있다.
| 연도 | 인구   | ±%      |
| ---- | ------ | ------- |
| 1800 | 1,397  | —       |
| 1975 | 11,837 | +747.3% |
| 1980 | 11,826 | −0.1%   |
| 1990 | 12,480 | +5.5%   |
| 2000 | 13,268 | +6.3%   |

### 종교
2000년 인구 조사에 따르면 7,531명(56.5%)이 로마 가톨릭 신자이고, 2,626명(19.7%)이 스위스 개혁 교회에 속해 있다. 나머지 인구 중 크리스찬 가톨릭 교회 신자는 14명(전체 인구의 약 0.11%)이었다.

## 경제
2007년 현재 볼렌의 실업률은 3.66%이다. 2005년 기준으로 1차 경제 부문에 94명이 고용되어 있으며, 이 부문에 약 27개 기업이 참여하고 있다. 1,801명이 2차 부문에 고용되어 있고, 이 부문에 148개의 기업이 있다. 3,846명이 3차 부문에 고용되어 있으며, 이 부문에는 559개의 기업이 있다.
2000년 기준으로 자치단체에 거주하는 근로자는 총 6,857명이다. 이 중 4,244명 또는 약 61.9%의 거주자가 볼렌 외부에서 일했고 3,375명이 일을 위해 지자체로 통근했다. 지방 자치 단체에는 총 5,988개의 일자리(주당 최소 6시간)가 있었다. 근로 인구의 12.1%가 대중교통을 이용하여 출퇴근하고, 51.3%가 자가용을 이용하였다.

## 국가중요문화재

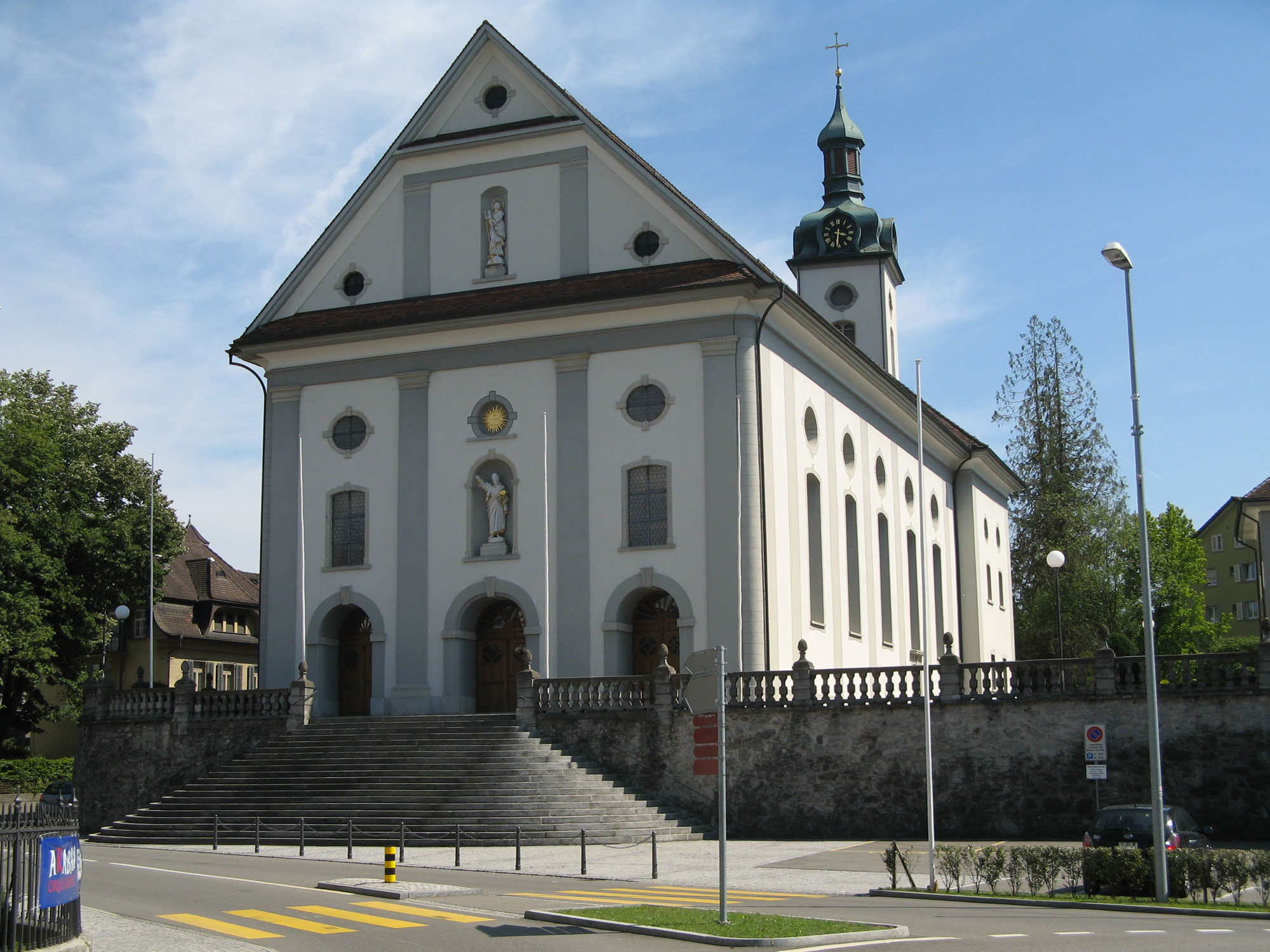
볼렌 교구 교회

해슬러하우와 호뷔엘(철기 시대 고분의 두 별도 그룹)과 성 레온하르트의 가톨릭 교회는 국가적으로 중요한 스위스 유산으로 등록되어 있다. 고분에서 남자, 여자, 어린이의 무덤이 발견되었다. 남자들은 창으로 묻혔고, 여자들은 풍부한 장신구와 다양한 청동 그릇으로 매장되었는데, 여기에는 희귀하게 축적된 대형 그릇이 포함되어 이곳에 묻힌 사람들의 상당한 부를 나타낸다.

## 교통
볼렌에는 3개의 기차역이 있다. 주요 역은 렌츠부르크와 로트크로이츠를 연결하는 아르가우 쥐토스트반에 위치한 볼렌역이며, 브렘가르텐과 디에티콘에서 브렘가르텐-디에티콘 노선의 종점이다. 아르가우 쥐토스트반에서 운행하는 아르가우 S-반 서비스 S26과 브렘가르텐-디에티콘 노선에서 취리히 S-반 서비스 S17이 운행되며 둘 다 시간당 2개의 열차를 운행한다. 다른 두 역, 볼렌 오버도르프 및 에르드만리슈타인, S17의 정차 지점이다.

## 스포츠
볼렌은 스위스 사이드카 크로스 그랑프리를 11번 개최했으며, 가장 최근에는 2009년 5월 3일에 개최했다.
스위스 챌린지리그의 축구팀 FC 볼렌의 연고지로, 니더마텐 경기장을 사용한다.